# Kastell Ad Flexum

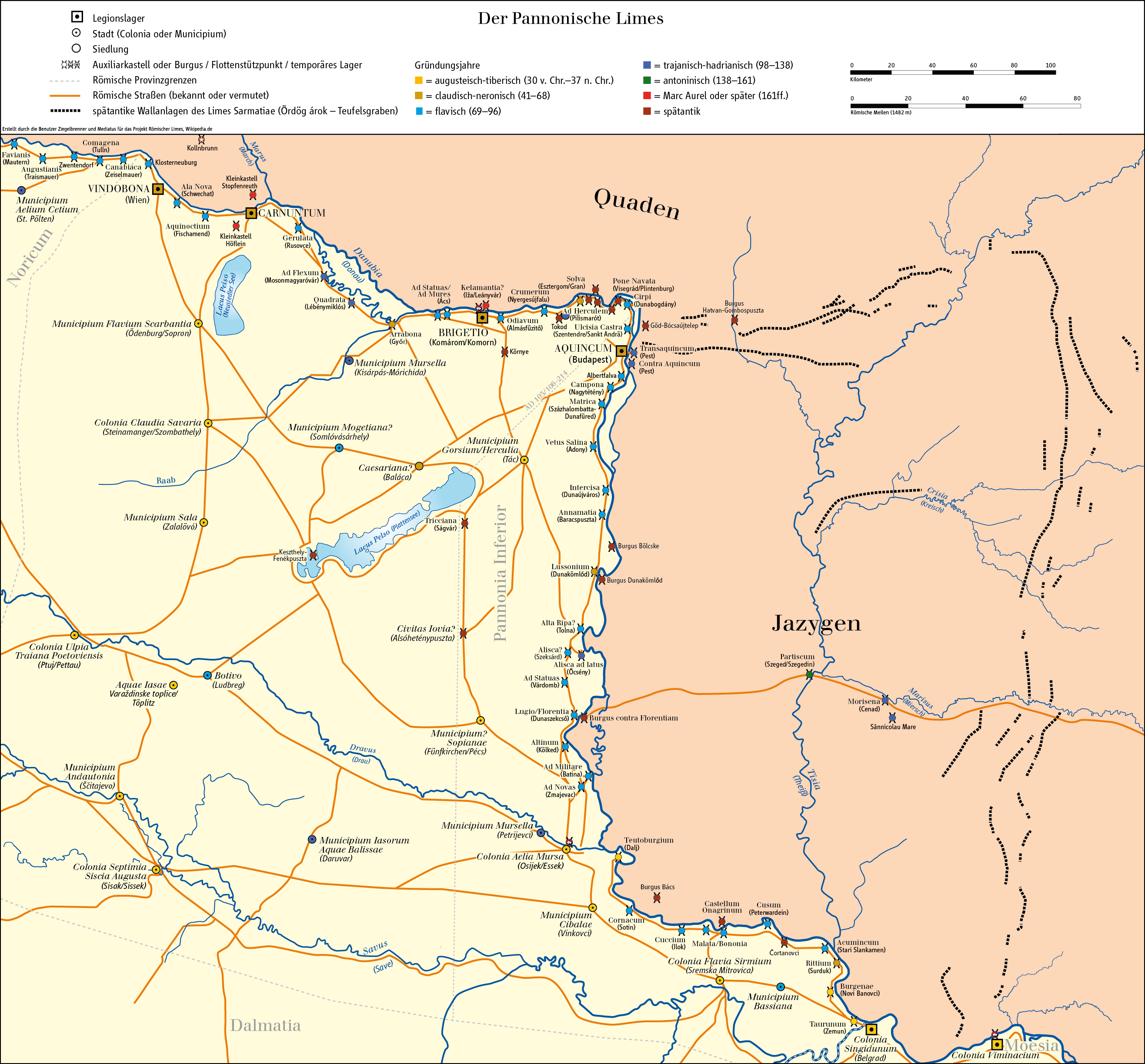
Die Lage des Kastells am oberpannonischen Donaulimes

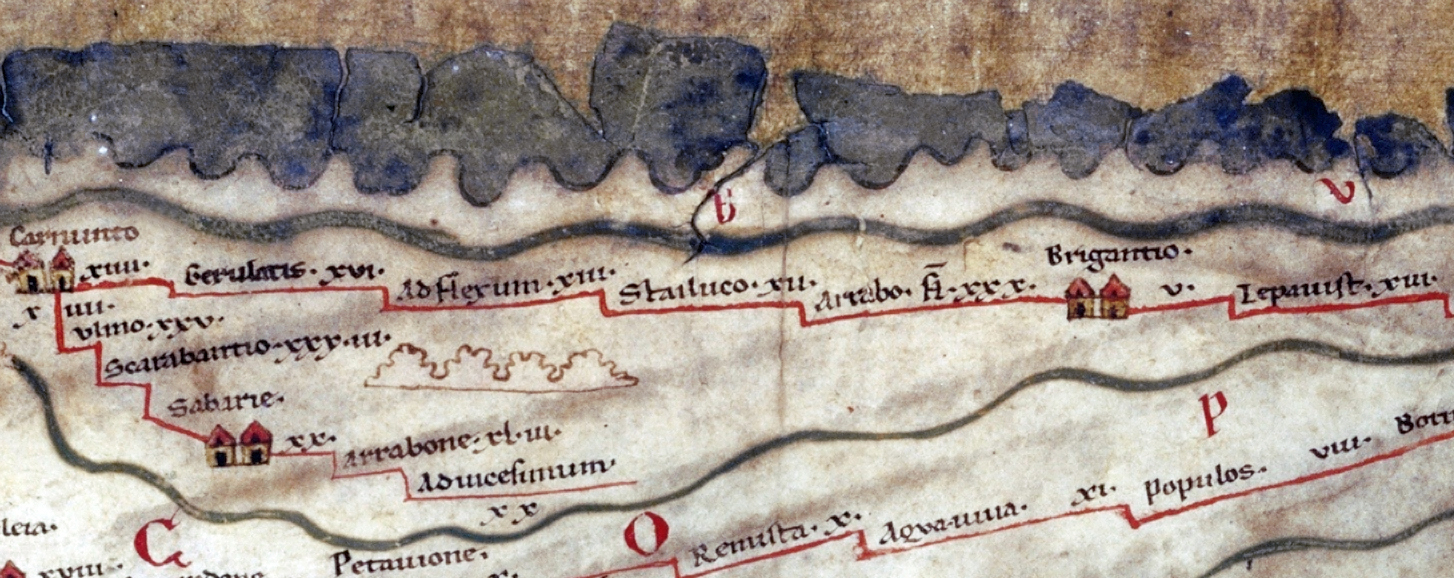
Ausschnitt aus der Tabula Peutingeriana mit den Grenzgarnisonen und den Entfernungen in römischen Meilen. Bedeutende Orte sind mit einem Doppelhäuschen gekennzeichnet: Carnunto – 14 – Gerulatis – 16 – Ad Flexum – 13 – Stailuco – 12 – Arrabo fl. – 30 – Brigantio – 5 – Lepauist – 13.

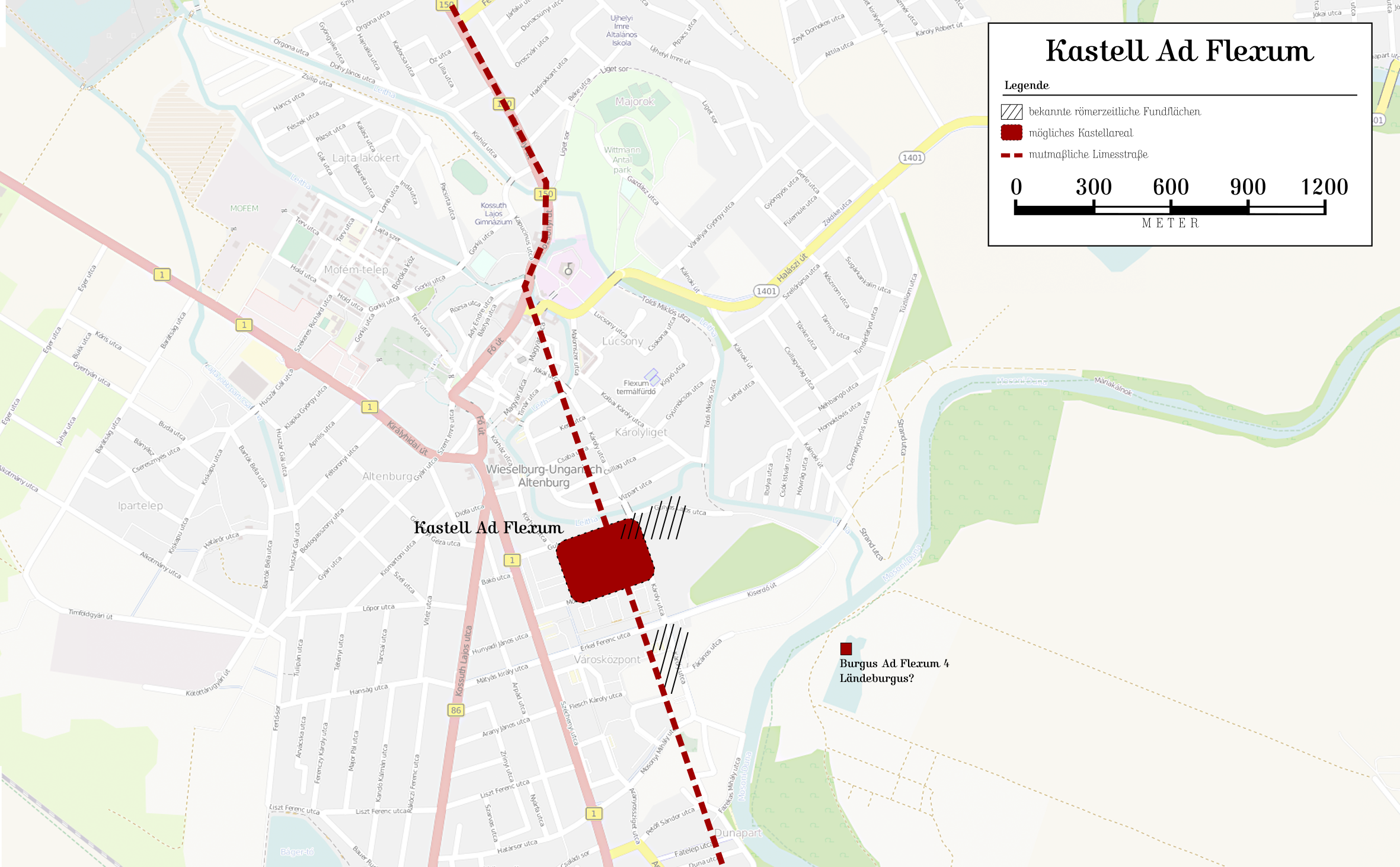
Der ungefähre Standort des Kastells Ad Flexum

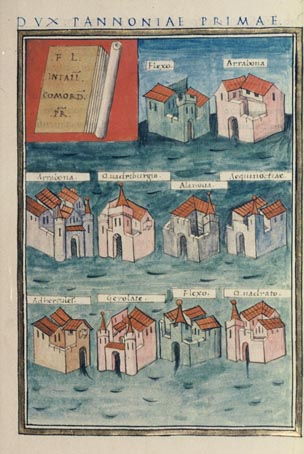
Ad Flexum (oben) in der Notitia Dignitatum, Abbildung auf der Kastelliste des Dux Pannoniae Primae et Norici Ripensis

Das Kastell Ad Flexum ist ein ehemaliges römisches Militärlager, dessen Besatzung für Sicherungs- und Überwachungsaufgaben am Limes Pannonicus entlang der Kleinen Donau (auch: Wieselburger Donauarm) zuständig war. Der Strom bildete in weiten Abschnitten die römische Reichsgrenze. Die Lage des Kastells innerhalb des Stadtgebiets von Mosonmagyaróvár in Ungarn ist bis heute nicht bekannt. Lediglich anhand der Fundhäufung und der historischen Stadtentwicklung kann der Versuch gemacht werden, das ungefähre militärische Zentrum des Garnisonsorts im heutigen Stadtteil Lucsony zu bestimmen. Das dort ebenfalls gelegene zivile Lagerdorf, der Vicus, ist dem entgegen besser bekannt und durch Ausgrabungen belegt.

## Lage
Die Topographie und Hydrologie hat sich insbesondere südlich von Mosonmagyaróvár seit der Antike stetig verändert. Doch auch der Bereich am Garnisonsort Ad Flexum war landschaftlichen Veränderungen unterworfen. Die Ursache hierfür bildet die Donau, die sich immer wieder neue Wege durch das Land gesucht hat und mit ihrem Geschiebe und den Hochwässern die Flora und Fauna durch die Ausprägung immer neuer Flussschleifen beeinflusste. Die Schwierigkeiten, das donaunahe sumpfige Land aufzusiedeln und Straßen anzulegen, wurden durch das Klimaoptimum in den ersten beiden Jahrhunderten n. Chr. gemildert. Später hat der Mensch die natürliche Topographie stark überprägt. Antike Fundspuren  finden sich insbesondere westlich der von Nordwesten kommenden Leitha und in der Nähe des Winkels, in dem sie der Kleinen Donau zufließt. Nahe dieser Mündung befinden sich auch Fundamente eines monumentalen spätantiken Bauwerks, das als möglicher Ländeburgus gedeutet werden kann. Die Kleine Donau ist ein weitgehend natürlich verlaufender Nebenarm des nordöstlich liegenden Hauptstroms der Donau. Sie bildet weit ausladende Mäander und umgrenzt mit dem Hauptstrom eine große, von zahlreichen Altarmen durchzogene Flussinsel.

## Forschungsgeschichte
Die Identifizierung von Ad Flexum mit den von Alters her bekannten römischen Hinterlassenschaften, die südlich von Ungarisch Altenburg (Moson) zu Tage kamen, gelang dem Geographen Philipp Clüver (1580–1623). Erst 1939 wurde Altenburg mit dem nahen Wieselburg (Magyaróvár) als Mosonmagyaróvár vereinigt. Anlässlich ihrer Reise entlang der Donau besuchten die Engländer Richard Pococke (1704–1765) und dessen Cousin Jeremiah Milles (1714–1784) Altenburg. Sie berichteten unter anderem: „Altenburg is thought to be Ad Flexum“ (Altenburg, so wird vermutet, ist Ad Flexum). Doch konnten sie vor Ort bereits keine antiken Überreste mehr finden.
Insbesondere die Forschungen der Archäologen Agost Sõtér (1837–1905) und Rezsõ Pusztai (1926–2004) haben im 19. und 20. Jahrhundert wertvolle Ergebnisse gebracht. 2003 konnte Ágnes Aszt die Untersuchungen im Vicus fortsetzen.

## Name
Der Name Ad Flexum (bei der Biegung) bezieht sich wohl auf eine der ausladenden Flussschleifen der Kleinen Donau. Er wird in einigen der wichtigsten kartographischen beziehungsweise geographischen Werken der römischen Welt überliefert, die erhalten blieben. So im Itinerarium Antonini, einem  Verzeichnis der wichtigsten römischen Reichsstraßen aus dem 3. Jahrhundert n. Chr. Nach der spätantiken Tabula Peutingeriana lag das Kastell 16 römische Meilen (23,66 Kilometer) von Gerulata entfernt. Südöstlich von Ad Flexum kennt die Tabula Peutingeriana als nächste Station Stailuco. Dieser Ort lag 13 Meilen (19,23 Kilometer) von Ad Flexum entfernt und wird zumeist mit dem im Itinerarium Antonini an dieser Stelle genannten Garnisonsort Quadrata gleichgesetzt. Ad Flexum findet auch im spätrömischen Staatshandbuch Notitia Dignitatum (vermutlich 395/425–433 n. Chr.) mit den damals dort in Garnison liegenden Truppenteilen Erwähnung. Zwar hat auch der im 1. Jahrhundert nach Chr. lebende Geograph Claudius Ptolemäus Ad Flexum erwähnt und die Legio Germanica XIIII Gemina hier verortet, doch gibt es über die Richtigkeit dieser Angaben heute Zweifel. Der Althistoriker Géza Alföldy (1935–2011) hatte anfangs noch an die Richtigkeit dieser Angabe geglaubt, zumal der Archäologe István Paulovics (1892–1952) im Tor der Burg von Mosonmagyaróvár zwei vermauerte Werksteine mit Inschriften entdeckte, die sich auf Bautätigkeiten dieser Legion beziehen. Doch ist die Herkunft der Inschriften ungewiss. Daher wies der Archäologe András Mócsy (1929–1987) darauf hin, dass Ptolemaios zwei der bedeutendsten pannonischen Garnisonsorte nicht erwähnte – Carnuntum und Aquincum. Möglicherweise unterlag der antike Geograph hier einer Verwechslung, zumal die Legio XIIII Gemina mit ihrer Hauptmacht über Jahrhunderte in Carnuntum lag.

## Kastell, Vicus, Gräberfeld
Die ergiebigsten Siedlungsspuren im 19. Jahrhundert wurden bei Sõtérs Grabungen im Jahr 1886 entdeckt. Sie fanden sich in den Ziegelfeldern am Leithakanal. Ein Verdienst von Pusztai ist es, seine Forschungsergebnisse und die seiner Kollegen zusammengefasst zu haben. Anhand seines Materials stellte er Überlegungen zum Verlauf verschiedener römischer Straßen im Bereich von Ad Flexum an und mutmaßte das Kastell selbst in Teilen der historischen Altstadt von Altenburg und des Károly-Parks. Diesen Schluss zog er, als in der Linhardt-Straße eine monumentale, 1,5 Meter breite Mauer freigelegt wurde. Ältere Überlegungen der Archäologen Paulovics und Aladár Radnóti (1913–1972), das Kastell im Bereich der Burganlage zu suchen, sind hinfällig. Problematisch bleibt eine Grabung von Paulovics im Burggraben von Mosonmagyaróvár, in dem er eine breite Mauer entdeckt haben will, da diese Untersuchung nicht dokumentiert wurde. Bei Grabungen durch Péter Tomka und Pusztai, die 1974 stattfanden, wurde im Umfeld der Burg ein breiter Graben freigelegt, in dem sich römische Keramikfragmente aus dem 1. Jahrhundert n. Chr. befanden. Heute wird das Kastell eher im Stadtteil Lucsony gesucht. 2003 ergrub Aszt im unbebauten Bereich des Wasserturms von Lucsony die Überreste eines der römischen Steinhäuser von Ad Flexum. Dieser Fund war eine weitere Bekräftigung zur Lage der Garnison. Die älteste vor Ort entdeckte Keramik weist darauf hin, dass Ad Flexum gegen Ende des 1. Jahrhunderts n. Chr. gegründet wurde. Zu den wichtigsten bisher freigelegten Grablegen gehören vereinzelte Bestattungen des 4. Jahrhunderts n. Chr.

## Truppe
Zu den wichtigen militärisch relevanten Funden aus Ad Flexum, die archäologisch zweifelsfrei von diesem Garnisonsort stammen, gehören Ziegelstempel der LEG(io) X GE(mina) P(ia) F(idelis) und der FIG(lina) SAB(iniana). Die Figlina Sabiniana war eine zunächst privat betriebene Ziegelei, die im 4. Jahrhundert n. Chr. von der in Lauriacum stationierten Legio II Italica übernommen wurde und bei St. Pantaleon-Erla, im niederösterreichischen Bezirk Amstetten lag.
Folgende Besatzungseinheiten sind für Ad Flexum bekannt oder werden dort vermutet:
| Zeitstellung | Truppenname                                                       | Bemerkung |
| ------------ | ----------------------------------------------------------------- | --- |
| 118/119–176  | Cohors II Alpinorum equitata                                      | Die Anwesenheit der 2. teilberittenen Kohorte der Alpenländer in Ad Flexum war lediglich eine Vermutung des Archäologen Barnabás Lőrincz (1951–2012), bevor sie – wissenschaftlich nachgewiesen – im Kastell Dunabogdány stationiert wurde. |
| 176–?        | Cohors quingenaria Canathenorum et Trachonitarum                  | Bis zur Anwesenheit der wissenschaftlich belegbaren Einheiten der Spätantike mutmaßte Lőrincz 2001 die vorderorientalische 500 Mann starke Kohorte der Canathener und Trachoniter in Ad Flexum. Dort ist im Bereich des Kastells Mothana im syrischen Hauran die Inschrift einer Cohors I Augusta Canathenorum et Trachionitarum belegt, die nach der 2016 veröffentlichten Darlegung der französischen Historikerin Annie Sartre-Fauriat allerdings als Doppelkohorte eingesetzt war. Da der militärische infrastrukturelle Ausbau dieser Wüstenregion mit dem 1999 erfolgten Fund eines Meilensteins durch den deutschen Althistoriker Theodor Kissel jedoch erst für das Jahr 162 n. Chr. dokumentiert werden kann, bleibt ein Zusammenhang zwischen den beiden Kohorten mehr als fraglich. |
| Spätantike   | Cuneus equitum Dalmatarum, Equites promoti; spätrömische Reiterei | Die spätrömische Besatzung des Kastells ist durch die Notitia Dignitatum bekannt. Sie bestand aus zwei Reiterverbänden. Die Dalaminische Reiterschwadron wurde in der Spätantike aufgestellt. Die Equites promoti gehörten anfangs zu den Legionsreitern, die infolge ihrer Spezialisierung später zu eigenständigen Einheiten des Feldheeres wurden. Beide Einheiten standen unter dem Kommando eines Dux Pannoniae Primae et Norici Ripensis. |

## Fundverbleib
Das Fundmaterial aus Ad Flexum und der Umgebung kann im Hanság-Museum in Mosonmagyaróvár besichtigt werden. Im Tor der Burg wurden zwei römische Inschriften vermauert. Sie beziehen sich auf Bautätigkeiten der Legio XIIII Gemina.

## Denkmalschutz
Die Denkmäler Ungarns sind nach dem Gesetz Nr. LXIV aus dem Jahr 2001 durch den Eintrag in das Denkmalregister unter Schutz gestellt. Die römischen Fundstellen in Mosonmagyaróvár sowie alle anderen Limesanlagen gehören als archäologische Fundstätten nach § 3.1 zum national wertvollen Kulturgut. Alle Funde sind nach § 2.1 Staatseigentum, egal an welcher Stelle der Fundort liegt. Verstöße gegen die Ausfuhrregelungen gelten als Straftat bzw. Verbrechen und werden mit Freiheitsentzug von bis zu drei Jahren bestraft.